# Камарена-де-ла-Сьєрра
Камарена-де-ла-Сьєрра (ісп. Camarena de la Sierra) — муніципалітет в Іспанії, у складі автономної спільноти Арагон, у провінції Теруель. Населення — 165 осіб (2010).
Муніципалітет розташований на відстані близько 230 км на схід від Мадрида, 22 км на південь від міста Теруель.
На території муніципалітету розташовані такі населені пункти: (дані про населення за 2010 рік)
- Камарена-де-ла-Сьєрра: 163 особи
- Мас-де-Наваррете: 2 особи

## Демографія
Динаміка населення (INE ):